# Mohamed Salim
Mohamed Salim Mubarak (1968) é um ex-futebolista emiratense, que atuava como defensor.

## Carreira
Mohamed Salim integrou a histórica Seleção Emiratense de Futebol da Copa do Mundo de 1990. 